# Michael Van Cleven
Michael Van Cleven (* 1989) ist ein belgischer Triathlet.

## Werdegang
Michael Van Cleven ist als Triathlet auf der Mitte- und Langdistanz aktiv und er startet für das pewag racing team.
Im April 2017 konnte er zum dritten Mal in Folge auf der Mitteldistanz in Spanien den Triathlon de Portocolom (1 km Schwimmen, 100 km Radfahren und 10 km Laufen) für sich entscheiden. Im August wurde Van Cleven in den Niederlanden Zweiter beim Ironman Maastricht-Limburg.

## Sportliche Erfolge
| Datum/Jahr    | Rang | Wettbewerb                      | Austragungsort | Zeit     | Bemerkung                                                        |
| ------------- | ---- | ------------------------------- | -------------- | -------- | ---------------------------------------------------------------- |
| 8. Apr. 2018  | 1    | Triathlon de Portocolom         | Portocolom     | 03:40:09 | vierter Sieg (1 km Schwimmen, 100 km Radfahren und 10 km Laufen) |
| 27. Aug. 2017 | 18   | Ironman 70.3 Zell am See-Kaprun | Zell am See    | 04:19:17 |                                                                  |
| 9. Apr. 2017  | 1    | Triathlon de Portocolom         | Portocolom     | 03:34:41 | dritter Sieg auf Mallorca in Folge                               |
| Apr. 2016     | 1    | Triathlon de Portocolom         | Portocolom     |          |                                                                  |
| 9. Aug. 2015  | 11   | Ironman 70.3 Germany            | Wiesbaden      | 04:16:21 | Ironman 70.3 European Championships                              |
| Apr. 2015     | 1    | Triathlon de Portocolom         | Portocolom     |          |                                                                  |

| Datum/Jahr    | Rang | Wettbewerb                 | Austragungsort | Zeit     | Bemerkung                             |
| ------------- | ---- | -------------------------- | -------------- | -------- | ------------------------------------- |
| 6. Aug. 2017  | 2    | Ironman Maastricht-Limburg | Maastricht     | 08:23:27 | hinter dem Österreicher Michael Weiss |
| 31. Juli 2016 | 7    | Ironman Maastricht-Limburg | Maastricht     |          |                                       |

(DNF – Did Not Finish)